# Leonard Lake
Leonard Lake (* 29. Oktober 1945 oder am 20. Juli 1946;:134; † 6. Juni 1985) war ein US-amerikanischer Serienmörder. Er verübte seine Verbrechen zusammen mit Charles Ng. Die Mordserie wurde bekannt, nachdem Lake Suizid begangen hatte, als er sich wegen eines Schusswaffendeliktes in Polizeigewahrsam befand.

## Werdegang
Lake galt als ein aufgewecktes Kind, aber von Pornografie besessen.
Im Alter von zwanzig Jahren trat Lake den U.S. Marines bei und diente im Vietnamkrieg als Radaroffizier. Als eine psychische Erkrankung bei ihm diagnostiziert wurde, wurde er aus dem Militärdienst entlassen und unterzog sich einer psychiatrischen Behandlung. Nach der Rückkehr in das zivile Leben heiratete er. Seine Frau ließ sich scheiden, als sie herausfand, dass er Amateurpornofilme produzierte, die auch Bondage zum Gegenstand hatten und in denen er sich auch als Darsteller betätigte.
1980 verbüßte Lake eine einjährige Bewährungsstrafe wegen Diebstahls. Er heiratete erneut. Seine Frau verließ ihn bald, da sie nicht mehr in der Lage war, das launische Verhalten ihres Mannes und sein Beharren auf ihr Mitwirken in Pornofilmen zu ertragen. Lake wurde 1982 aufgrund eines Verstoßes gegen das Waffengesetz verhaftet. Er setzte sich über die Bewährungsauflagen hinweg und ließ sich in Wilseyville, Kalifornien nieder. Dort schloss sich ihm Charles Ng an, ein junger Mann aus Hongkong, den er einige Jahre zuvor kennengelernt hatte und mit dem er später mehrere Verbrechen beging.
Am 2. Juni 1985 wurde ein asiatischer Mann, der später als Charles Ng identifiziert wurde, beim Ladendiebstahl in Calgary, Kanada, ertappt. Er floh, als die Polizei eintraf. Der ihn begleitende Leonard Lake wurde verhaftet, nachdem die Polizei sein Auto durchsucht und eine Waffe gefunden hatte, die entgegen dem einschlägigen Gesetz mit einem Schalldämpfer ausgestattet war. Er gab seinen Namen mit Robin Stapley an und legte einen Führerschein vor, der auf diesen Namen ausgestellt war. Die Polizisten wurden misstrauisch, da Robin Stapley laut dem Führerschein 26 Jahre alt war, während der Mann vor ihnen eindeutig Ende 30 war. Während er auf der Polizeistation vernommen wurde, bat Lake um ein Glas Wasser und benutzte es, um eine Zyankali-Pille zu schlucken, die er in seinem Hemdaufschlag versteckt hatte. Er brach zusammen und wurde ins Krankenhaus gebracht. Lake fiel ins Koma und überlebte vier Tage an lebenserhaltenden Maschinen, ehe er starb.:135
Zu diesem Zeitpunkt hatte die Polizei die wirkliche Identität des Verdächtigen als Leonard Lake ermittelt. Es stellte sich ebenfalls heraus, dass der Mann, für den sich Lake ausgab, Robin Stapley, seit mehreren Wochen vermisst wurde. Das Auto, das Lake benutzte, wurde identifiziert als Auto von Paul Cosner, 39, der seit acht Monaten vermisst wurde.
Die Polizei durchsuchte Lakes Ranch in Wilseyville. Die Polizei konnte in Erfahrung bringen, dass es sich bei Lake um einen Prepper handelte. Seine Ranch war mit einem Bunker ausgestattet und enthielt einen Vorrat an Waffen. In einem Tagebuch schrieb Lake, er sei überzeugt, dass ein Nuklearkrieg stattfinden werde – und er plane, in seinem Bunker zu überleben und die menschliche Spezies mit einer Gruppe weiblicher Sklaven wieder zu besiedeln und neu aufzubauen. Er gab seinem Plan den Namen „Operation Miranda“ in Anlehnung an eine Figur aus dem Buch Der Sammler von John Fowles. Die Polizei fand auch Videos, die zeigten, wie Lake und Ng Frauen folterten und vergewaltigten.
Daraufhin wurde der Boden der Ranch umgegraben und zwölf Leichen in improvisierten Gräbern gefunden. Unter diesen Opfern befanden sich zwei komplette Familien: Harvey Dubs, seine Frau Deborah und ihr Baby Sean sowie Lonnie Bond, Brenda O’Connor und ihr Baby Lonnie Bond Jr. Die Frauen waren sexuell missbraucht und getötet worden, nachdem zuvor ihre Männer und Kinder gefoltert und getötet worden waren. Dies geschah zum Teil auch, um die Frauen gefügig zu machen. Fünf der Leichen waren Männer, darunter Robin Stapley and Paul Cosner, die in die Ranch gelockt wurden, um ausgeraubt und getötet zu werden. Eine Leiche wurde als die 18 Jahre alte Kathleen Allen identifiziert, die Ng durch ihren Bruder kannte, der sein Zellengenosse im Gefängnis gewesen war. Die Polizei fand außerdem viele angekohlte Knochen menschlicher Herkunft, war aber nicht in der Lage, die Identität oder die Zahl der Opfer festzustellen.
Lakes jüngerer Bruder Donald war im Jahre 1983 verschwunden und seitdem für tot gehalten worden, ebenso wie Charles Gunnar, ein Freund Lakes aus seiner Zeit während des Militärdienstes, dessen Überreste 1992 unter der Ranch entdeckt wurden.
Die Behörden nehmen an, dass Lake und Ng bis zu 25 Menschen ermordet haben.:136